# 奧杜邦 (明尼蘇達州)
奧杜邦（英語：Audubon）是一個位於美國明尼蘇達州貝克縣的城市。

## 人口
根據2020年美國人口普查的數據，奧杜邦的面積為1.89平方千米，當中陸地面積為1.88平方千米，而水域面積為0.01平方千米。當地共有人口560人，而人口密度為每平方千米296人。